# Edith Tudor-Hart
Edith Tudor-Hart (geboren als Edith Suschitzky 28. August 1908 in Wien, Österreich-Ungarn; gestorben 12. Mai 1973 in Brighton) war eine österreichisch-britische Fotografin und Agentin des sowjetischen Nachrichtendienstes KGB.

## Leben
Edith Suschitzky war die Tochter der Adele Bauer (1878–1980) und des sozialistischen Buchhändlers Wilhelm Suschitzky, der mit seinem Bruder Philipp einen Buchladen in der Wiener Favoritenstraße 57 betrieb. Ihre Eltern wohnten in der Petzvalgasse 4 im Bezirk Wieden und waren säkularisierte Juden, was sie selbst zeitlebens hartnäckig ignorierte. Ihr Bruder war der Kameramann Wolfgang Suschitzky.
Edith Suschitzky hatte ihren ersten Auslandsaufenthalt, als sie nach Kriegsende 1918 aus gesundheitlichen Gründen an einer Kinderlandverschickung nach Schweden teilnehmen durfte. Im Alter von 16 Jahren machte sie eine Ausbildung bei der Montessoripädagogin Lili Roubiczek und fuhr 1925 zu einem Praktikum nach England. Suschitzky lernte 1926 in Wien den kommunistischen Agenten Arnold Deutsch kennen und lieben. 1928 begann sie das Studium am Bauhaus mit dem Vorkurs bei Walter Peterhans, sie war dort noch 1930 eingeschrieben, 1931 veröffentlichte sie in der englischen Zeitschrift Commercial Art einen Artikel über das Bauhaus. Ein Aufenthalt in England ab Oktober 1930 endete schon im Januar 1931 mit ihrer Ausweisung, der Special Branch der Londoner Polizei hatte ihre Verbindung zur Communist Party of Great Britain (CPGB) registriert, in der Folge wurden ihre Briefe an ihren Verlobten, den englischen Medizinstudenten und Kommunisten Alexander Tudor-Hart, kontrolliert und zum Teil gar nicht ausgeliefert. Zurück in Wien erhielt sie von der Komintern die Aufgabe, als Fotografin für die sowjetische Nachrichtenagentur TASS zu arbeiten. Suschitzky publizierte 1931 einen Foto-Essay über die Montessori-Pädagogik Was will der neue Kindergarten? in der Zeitschrift Der Kuckuck. Ihre  Fotografien erschienen auch in der Arbeiter Illustrierten Zeitung (AIZ) sowie in Die Bühne, aus London hatte sie eine Fotoreportage über das „Elend auf Caledonian Market“ mitgebracht. In England erschien eine Auflage von John Reeds Roman Ten Days that Shook the World mit ihrer Fotomontage als Umschlagbild.
Nach dem Verbot der KPÖ durch das Dollfuß-Regime am 26. Mai 1933 wurde auch sie als Agentin festgenommen, dabei wurde auch ihr Fotografenmaterial beschlagnahmt, das später unter Asservaten verloren ging. Im August 1933 heiratete sie Tudor-Hart, Sohn des Malers Percyval Tudor-Hart, und konnte somit im Oktober 1933 aus Österreich emigrieren.  Ihr ebenfalls als Kommunist aktiver Bruder floh in die Niederlande und kam 1935 in England wieder mit ihr zusammen. Er begann dann bei Paul Rotha als Kameramann zu arbeiten. Ihr Vater beging 1934 nach dem Verbot der SPÖ in Wien Suizid, den Anzengruber-Verlag führte der Neffe Joseph Suschitzky bis zum Anschluss Österreichs 1938 weiter.
Alexander Tudor-Hart fand im walisischen Rhondda Valley in South Wales eine Anstellung als Arzt und sie fotografierte dort das Leben der Bergarbeiter. Tudor-Hart fand in London Unterstützung bei Jack Pritchard und Ernő Goldfinger. Richard S. Lambert veröffentlichte ihre Fotografien in der Publikumszeitschrift der BBC The Listener. Das Ehepaar Tudor-Hart wiederum unterstützte die aus Deutschland Geflohenen, so Lotte Moos, der sie aber auch keine Arbeit beschaffen konnten. Sie veröffentlichte ihre Reportagefotografien  zur Unterstützung der Republikaner im Spanischen Bürgerkrieg, in dem Alexander auf republikanischer Seite als Arzt kämpfte, und zur Lage der Arbeiter in Englands Nordosten in The Social Scene und Design Today. Sie lieferte die Fotos zu Margery Spring Rices 1939 veröffentlichtem Buch Working-Class Wives.
Das Ehepaar Tudor-Hart trennte sich, nachdem ihr Sohn Tommy 1936 geboren wurde. Durch eine schwere Erkrankung  Tommys (Autismus) war sie in den 1940er Jahren ans Haus gebunden, was auch ihre Fotografie beeinflusste.
Tudor-Hart war mit Lizzy Friedmann befreundet, die mit Kim Philby verheiratet war, und sorgte 1934 für ein Treffen des KGB-Agenten Arnold Deutsch mit Philby, bei dem Philby für Spionagedienste für die Sowjetunion angeworben wurde. Auch Anthony Blunt wurde von ihr angeworben. Damit war der Grundstein für die Cambridge Five gelegt, eine erfolgreiche Spionagegruppe für die Sowjetunion in England in der Zeit des Zweiten Weltkriegs. Sie arbeitete als Kurierin für den sowjetischen Geheimdienst, ihre Rolle wurde zeitweise wichtiger, als Arnold Deutsch 1937 wegen der Moskauer Prozesse in die UdSSR zurückbeordert wurde.
Tudor-Hart holte ihre Mutter 1938 nach England und unterstützte auch die ebenfalls exilierten Vettern Josef und Wilhelm Suschitzky. Sie war weiterhin in einem Kreis von linken Intellektuellen integriert, die sich in ihrem Haus trafen, vom britischen Geheimdienst wurden die Besucher akribisch registriert, darunter auch Lucia Moholy-Nagy. Während des Krieges machte sie Arbeiten für die Kriegspropaganda und erhielt nach Ende des Krieges nur noch sporadische Aufträge, so vom Bildungsministerium 1952 für die Publikation Moving and Growing.
Tudor-Hart hatte ein Verhältnis mit dem Atomwissenschaftler Engelbert Broda und wurde daher wie er auch der Spionage verdächtigt. Aus Sorge vor einer Hausdurchsuchung kurz nach der Flucht der Spione Donald Macleans und Guy Burgess’ 1951 vernichtete sie die meisten Abzüge, einen Teil der Negative und die dokumentarischen Aufzeichnungen. Sie zog nach Brighton, wo sie in Armut ein kleines Buchantiquariat betrieb, ihren Sohn musste sie in ein Heim geben. Ihre Agententätigkeit setzte sie, obschon seit 1931 unter der Beobachtung des MI5, letztlich unentdeckt bis in die 1960er Jahre fort.
Tudor-Harts wiederkehrende fotografische Themen waren Kinder, Arbeitslosigkeit und Obdachlosigkeit. Sie fotografierte im Mittelformat mit einer Rolleiflex, was ihr erlaubte, beim Fotografieren mit den Personen offen zu kommunizieren, da sie ihr Gesicht nicht hinter der Kamera versteckte. Die Scottish National Gallery rekonstruierte mit dem ihr übergebenen Nachlass das fotografische Werk, das 2012 in einer Retrospektive ausgestellt wurde. Peter Stephan Jungk, Sohn von Ediths Cousine Ruth Suschitzky (1913–1995), veröffentlichte 2016 die Filmbiografie Auf Ediths Spuren. Ihr fotografischer Nachlass befindet sich heute im Fotohof archiv.

## Ausstellungen
- Edith Tudor Hart. A Retrospective (1930–1952). Liverpool 1987
- Edith Tudor Hart. The Eye of Conscience. Text von Wolf Suschitzky. London : Nishen, 1987, ISBN 1-85378-401-X
- Duncan Forbes (Hrsg.): Edith Tudor-Hart, Im Schatten der Diktaturen : [diese Publikation erscheint anlässlich der Ausstellung Edith Tudor Hart: Im Schatten der Diktaturen. National Galleries of Scotland, Edinburgh, 2. März – 26. Mai 2013 ; Wien Museum, Wien 26. September 2013 – 12. Januar 2014 ; Das Verborgene Museum, Berlin, 13. März – 29. Juni 2014]. Ostfildern : Hatje Cantz, 2013, ISBN 3-7757-3566-6.
- FOTOHOF archiv, Salzburg 2020 – hauptsächlich Werke aus der „Moving and Growing“ Serie[12]
- „Ein klarer Blick in turbulenten Zeiten“ – Retrospektive Ausstellung aus ihrem Nachlass, FOTOHOF 07.06.–03.08.2024[13]

## Filme
- Auf Ediths Spuren. Dokumentarfilm von Peter Stephan Jungk (2016)[14]